# 谢晦
謝晦（390年—426年4月22日），字宣明，陳郡陽夏人。出身陳郡謝氏士族，是東晉太保謝安兄謝據的曾孫。謝晦是東晉末年及南朝宋初年的重要官員，後更擔任宋少帝劉義符的四位顧命大臣之一。謝晦後聯同徐羨之及傅亮廢黜了宋少帝，迎立了宋文帝，並外調為荊州刺史，但不久宋文帝就下詔誅殺徐羨之及傅亮，並出兵討伐謝晦。最終謝晦兵敗被擒，並被處死。

## 生平
謝晦初為建武將軍孟昶的中兵參軍。孟昶於義熙六年（410年）自殺身亡後，太尉司馬、丹楊尹劉穆之向時任太尉的劉裕推薦謝晦為太尉參軍。其時因刑獄參軍患病，謝晦於是代為處理訟案；雖然府中積壓了大量案件，但謝晦從沒有發生過錯誤，很得劉裕器重，並即以其署任刑獄賊曹。後轉豫州治中從事，並於義熙八年（412年）將推行土斷時將僑置郡縣的人口分至揚、豫二州，亦表現得公平允當。後謝晦又轉任太尉主簿。
義熙十一年（415年），劉裕討伐荊州刺史司馬休之，並命女婿振威將軍徐逵之偕參軍蒯恩、王允之、沈淵子等將兵一萬為前鋒。徐逵之等人與魯軌戰於破塚（今湖北江陵東南）曾遭魯軌擊敗，徐逵之、王允之及沈淵子都戰死。劉裕抵馬頭（今湖北公安西北）得知逵之戰死，大怒，而其時司馬休之部隊在江邊懸岸上列陣拒守，劉裕士兵都無法登岸。盛怒的劉裕要親自披帶盔甲登岸強攻，被謝晦死命抱住，劉裕就拔劍指著謝晦，說：「我殺你！」謝晦回答：「天下可以沒有謝晦，卻不可沒有你呀，我死何足輕重！」其時胡藩成功登岸並擊退司馬休之守軍，劉裕於是命兵眾追擊，亦沒有殺謝晦。
義熙十二年（416年），劉裕讓謝晦隨軍北伐後秦，並將隨行軍中內外要務都交由謝晦處理，建康留府就由劉穆之全權掌控。其時劉穆之曾經數度派使者向劉裕陳述事務，謝晦卻每每都有與劉穆之不同的意見，令劉穆之十分憤怒。劉裕打算讓謝晦轉任自己的從事中郎，但亦遭劉穆之堅決反對，故此一直都沒有升遷。義熙十三年（417年），劉穆之去世，當時仍在長安的劉裕聞訊後十分傷心，但謝晦卻十分高興，而在確定劉穆之去世的消息後，謝晦終於獲遷從事中郎。
義熙十四年（418年），劉裕受封宋公，以十郡建立宋國，謝晦任右衞將軍，不久加授侍中。永初元年（420年）劉裕篡晉稱帝時，在石頭設壇登位，然後移駕建康宮，謝晦則領游軍作警備隊。後轉任中領軍，並以開國元勳封武昌縣公。
後謝晦轉任領軍將軍、散騎常侍，入值殿省，統領宮中宿衞。永初三年（422年）劉裕去世，遺詔謝晦與徐羨之、傅亮及檀道濟同為顧命大臣。太子劉義符隨後繼位，即宋少帝，加謝晦中書令，與徐羨之及傅亮三人共同輔政。景平二年（424年），因少帝居喪無禮，遊樂無道，謝晦因而與徐羨之及傅亮密謀廢黜皇帝。劉裕因為晚年得子，都對長子劉義符十分寵愛，自封豫章郡公開始就一直以其作為儲嗣，不過劉義符長大後縱其志慾，小人常在身邊出現進讒，謝晦就曾向劉裕表示劉義符並非讓宋國流傳萬世的君主。劉裕於是問及廬陵王劉義真，然而謝晦去見他時見其非常積極想與自己談話，都沒多回應，對劉裕說：「德行不及其才，不是當君主的人。」因廢帝以後按長幼應當以劉義真繼位，而在此時，他們就先廢劉義真為庶人。謝晦及後便聲稱府舍應該要裝修，命家人遷出，實質就空出府舍讓讓士兵聚集，然後與檀道濟等人領兵入宮，以皇太后名義下令廢劉義符為營陽王。徐羨之以宜都王劉義隆繼位，即宋文帝。劉義符和劉義真於被廢後，不久都被徐羨之派人暗殺。
時宋文帝擔任荊州刺史，徐羨之以荊州要地，恐怕皇帝即位後會將此職轉授其他人，於是以謝晦行都督荊湘雍益寧南北秦七州諸軍事、撫軍將軍、領護南蠻校尉、荊州刺史，想以謝晦作外援。當時荊州州府的精兵和舊將都由謝晦接收，兵器和軍需品都很充足。文帝即位後亦以此職正式授予謝晦，加使持節。當時謝晦其實擔心未能成行，十分憂心惶恐，但知無礙並將從新亭出發時，他就回望石頭城，高興地道：“今天終得脫身。”不久宋文帝更進謝晦為衞將軍，加散騎常侍，進封為建平郡公，但謝晦辭讓爵位。谢晦前往荆州之前，問蔡廓說：“吾其免乎？”蔡廓告訴他：“废昏立明，义无不可，但杀人二昆，而以北面，挟震主之威，据上流之重，以古推今，自免为难耳。”
謝晦到江陵後交結宋文帝的心腹王華，希望免於災劫，又將兩個女兒嫁給彭城王劉義康及新野侯劉義賓。其時宋文帝有意誅殺他及徐羨之和傅亮，故此借北伐為由修治船艦，不過當時朝中很多人都反對北伐，朝廷對於北伐問題的處理手法亦與慣常方式不同，幾乎令誅殺大臣的密謀敗露。不過至元嘉三年（426年）黃門侍郎謝㬭命人向謝晦報告皇帝要誅殺他們時，謝晦仍然不相信，更向諮議參軍何承天展示傅亮寫他的書信，說皇帝會派萬幼宗來詢問北伐事宜。然而何承天則表示西討謝晦的傳言幾乎人盡皆知，萬幼宗是不會前來。謝晦聽後仍然不信，更命何承天起草答詔，說應待明年才北伐。不久江夏內史程道惠獲得一封尋陽人的書信，寫著“朝廷將要有大決策，事情已經確定。”於是命中兵參軍樂冏將書信交給謝晦。謝晦還在遲疑，而何承天知事態嚴重，叫謝晦不要再猶豫。謝晦因而恐懼，向何承天問計，何承天以逃出國境為上計，而命心腹屯兵義陽，謝晦親身領兵守夏口，一旦戰敗就從義陽北走國外為次計。謝晦以荊州是用兵之地，糧食供應方便，於是打算與朝廷決戰。於是下令戒嚴，並命南蠻司馬周超為南義陽太守，守義陽以防備雍州刺史劉粹。
不久，宋文帝就下詔追究謝晦與徐羨之及傅亮三人廢殺宋少帝及廬陵王劉義真的罪行，隨後更誅除徐羨之及傅亮，收捕謝㬭及殺謝晦身在建康的兒子謝世休。樂冏向謝晦報告徐羨之、傅亮及謝㬭等人已被殺，謝晦就為他們發喪，並且上表皇帝稱徐羨之等人忠貞蒙冤，並指王華、王弘及王曇首等人向文帝進讒，自己要舉兵討伐三人。當時益州刺史蕭摹之及巴西太守劉道產都被徵還，經過江陵時即被謝晦所捕，所有的財物都被沒收以作軍用，留弟謝遯總管留任，接著就率二萬兵自江陵出發。當時艦隊自江津延伸至破冢，旌旗相接，謝晦就感歎：“可恨這不是勤王的軍隊！”宋文帝則派到彥之及檀道濟領兵西上。當日謝晦與徐羨之及傅亮廢少帝時為了自保，於是計劃以謝晦佔據長江上游，以檀道濟佔據廣陵，各自坐擁強兵用以制約朝廷，而徐羨之與傅亮就在朝廷中樞掌權。而在徐羨之與傅亮都被誅殺後，謝晦也預計檀道濟不能獨善其身，可是宋文帝卻以檀道濟率軍討伐自己，故此惶恐而想不到計策。其時到彥之已到彭城洲，庾登之於巴陵（今湖南岳陽）畏懦不進，反命人將茅草放進大袋中並掛在船上，說要等大雨停後對對方船艦施以火攻。謝晦聽從並下令大軍停止前進十五日，又命中兵參軍孔延秀進攻彭城洲，擊敗守將蕭欣，後又攻陷洲口柵，逼到彥之退保隱圻。
檀道濟與到彥之會合，牽引船艦到岸邊沿岸排列。謝晦見船艦不多，不免輕敵，未立即出戰，到晚上，在岸邊列隊的船隊連接不斷，封鎖長江，謝晦軍更無鬥志。大軍到忌置洲（今湖北洪湖西南长江北岸）尾時，謝晦軍不戰自潰。谢晦夜奔江陵，當時周超卻已經在沙橋大敗劉道濟與討伐軍主力沈敞之的軍隊，謝晦到後向周超道歉。周超捨棄軍隊隻身向到彥之投降。謝晦見部眾潰散，只得帶著謝遯等人北逃，可是謝遯體胖，無法騎馬，拖慢速度，最終被在安陆延头（今湖北大悟东南）被光順之抓住，被押到建康（今江蘇南京）。謝晦於是就與謝㬭、謝遯、侄兒謝世基、謝世猷及周超、費愔等人同被處死，享年三十七歲。
著有表檄三篇及《悲人道》、《续世基诗》等。

## 家庭

### 祖父
- 謝朗，東晉東陽太守。

### 父
- 謝重，東晉會稽王司馬道子驃騎長史。

### 兄弟姐妹
- 謝絢，東晉時劉裕鎮軍長史
- 谢瞻
- 谢月镜，謝重女，嫁王愔之
- 谢㬭，南朝宋黃門侍郎
- 谢遁
- 謝遯

### 子女
- 謝世休
- 謝氏，將嫁彭城王劉義康
- 謝氏，將嫁新野侯劉義賓

## 延伸阅读
[在维基数据编辑]
 《宋書·卷44》，出自沈约《宋书》
 《南史·卷19》，出自李延壽《南史》